# Le Marais-la-Chapelle
Le Marais-la-Chapelle è un comune francese di 89 abitanti situato nel dipartimento del Calvados nella regione della Normandia.

## Società

### Evoluzione demografica
Abitanti censiti